# كايل لارسون
كايل لارسون (بالإنجليزية: Kyle Larson)‏ هو سائق سيارة سباق أمريكي، ولد في 31 يوليو 1992 في ساكرامنتو في الولايات المتحدة.

## وصلات خارجية
- الموقع الرسمي
- كايل لارسون على موقع Racing-Reference.info (الإنجليزية)
- كايل لارسون على موقع DriverDB.com (الإنجليزية)